# Прапор Великобілозерського району
Пра́пор Великобілозе́рського райо́ну є розпізнавально-правовим знаком і служить символом Великобілозерського району, єдності його території та населення. Автор проекту прапора  — А. Гречило.

## Опис
Прапор — прямокутне полотнище зі співвідношенням ширини до довжини 2:3, яке складається з трьох горизонтальних смуг — синьої, жовтої та синьої (співвідношення їхніх ширин дорівнює 2:1:1), на верхній синій смузі 5 білих 8-променевих зірок, середня більша від інших.